# サウジカップ
サウジカップ（アラビア語: كأس السعودية、英語: Saudi Cup）は、サウジアラビアのキングアブドゥルアジーズ競馬場で開催されている競馬の競走である。距離はダート1800m。賞金総額2000万米ドルを誇る世界最高賞金競走である。

## 概要
サウジアラビアジョッキークラブが2020年に創設した国際競走。総賞金は2000万米ドルで、施行日はサウジカップデーと称して、本競走を含め9つの競走が行われる。
本競走はダート1800mで行われるが、アメリカやドバイ、日本と異なって、ウッドチップを含んでいるというキング・アブドゥルアズィーズ競馬場独特なダートコースや高額な賞金の影響か第1回のベンバトル、マジックワンド、第2回のミシュリフなど主に芝の競走に出走してきた欧州馬も毎年数頭が参戦している。
3月末に行われるドバイワールドカップとその付随重賞競走出走を目指す馬にとっては、このレースを前哨戦と位置づけている。一方でアメリカの競走馬にはドバイに遠征せずこのレースを主な目標にする馬も多い。

## 歴史
- 2018年 - サウジアラビアで世界最高賞金レースを施行する計画が発表された[3]。
- 2020年 - キングアブドゥルアジーズ競馬場のダート1800mで創設[4]。第1回はマキシマムセキュリティが1位で入線したものの[5]、その後に違法薬物投与が発覚、2022年12月時点でレース結果は「保留」となっている[6]。2024年1月に、サウジアラビア騎手クラブは「失格」を正式に勧告した[7]。そして同年8月1日、マキシマムセキュリティの失格が正式に決定され、2位入線のミッドナイトビズーが繰り上がり優勝となった[8]。
- 2022年 - IFHA（国際競馬統括機関連盟）がサウジアラビアの競馬をパートII国に格上げしたことに伴い、本年より国際G1競走として施行[9]。地元のエンブレムロードがサウジアラビア調教馬として初優勝[10]。
- 2023年 - パンサラッサが日本調教馬として初優勝[11]。
- 2024年 - 農林水産大臣の認可を受け、日本国内での馬券発売が認められる[12]。
- 2025年 - 矢作芳人が調教師として初の同レース2勝目を挙げる[13]。

## 優先出走権
2020年はペガサスワールドカップの1着から3着に優先出走権が与えられていた。
2021年～2024年はチャンピオンズカップ及びペガサスワールドカップの1着馬に優先出走権が与えられていた。
2025年はチャンピオンズカップ及び二聖モスクの守護者杯（沙G3）の1着馬に優先出走権が与えられた。

## 歴代優勝馬
| 回数  | 施行日        | 調教国・優勝馬 | 性齢 | 距離        | タイム  | 騎手            | 調教師          |
| ----- | ------------- | -------------- | ---- | ----------- | ------- | --------------- | --------------- |
| 第1回 | 2020年2月29日 | Midnight Bisou | 牝5  | ダート1800m | 1:50.69 | Mike Smith      | Steven Asmussen |
| 第2回 | 2021年2月20日 | Mishriff       | 牡4  | ダート1800m | 1:49.59 | Devid Egan      | John Gosden     |
| 第3回 | 2022年2月26日 | Emblem Road    | 牡4  | ダート1800m | 1:50.52 | Wigberto Ramos  | Mitab Almulawah |
| 第4回 | 2023年2月25日 | Panthalassa    | 牡6  | ダート1800m | 1:50.80 | 吉田豊          | 矢作芳人        |
| 第5回 | 2024年2月24日 | Senor Buscador | 牡6  | ダート1800m | 1:49.50 | Junior Alvarado | Todd W Fincher  |
| 第6回 | 2025年2月22日 | Forever Young  | 牡4  | ダート1800m | 1:49.09 | 坂井瑠星        | 矢作芳人        |